# غريس ويلبر تراوت
غريس بيلدن ويلبر تراوت (بالإنجليزية: Grace Wilbur Trout)‏ (18 مارس 1864 - 21 أكتوبر 1955) كانت أمريكية مناصرة لحق المرأة في الاقتراع ورئيسة لمنظمتي حق الاقتراع البارزتين في إلينوي، وهما رابطة المساواة السياسية في شيكاغو وجمعية إلينوي للمساواة في الاقتراع. كان لها دور في دفع المجلس التشريعي في إلينوي لإبرام قانون الاقتراع الرئاسي والبلدي، المعروف أيضًا باسم «قانون إلينوي»، وهو قانون يمنح النساء حق الاقتراع الجزئي من خلال السماح لهن بالتصويت في الانتخابات المحلية والوطنية. رغم ضعف خبرتها في العمل التشريعي، نفذت خطة ضغط إستراتيجية ناجحة على السلطة التشريعية في الولاية. نظمت حملات عامة لكسب الدعم لحركة حق الاقتراع وتأمين التغطية الإعلامية المواتية في عموم الولاية.

## حياتها المبكرة وتعليمها وإنجازاتها
ولدت تراوت في 18 مارس عام 1864 في ماكوكيتا بولاية آيوا. تعلمت في المدارس العامة في ولاية آيوا وأعطت دروسًا خاصة في فن الخطابة. تزوجت جورج ويليام تراوت عام 1886 وأنجبا أربعة أبناء، توفي أحدهم في عام 1912 عن عمر 21 عامًا. انتقلوا إلى شيكاغو في عام 1884 ثم إلى ضاحية أوك بارك المجاورة. كتبت أ مورمون وايف، وهي رواية عن نساء من الديانة المورمونية نُشرت عام 1896.

## أنشطتها في حركة الاقتراع
فيما يتعلق بمشاركة السيدة تراوت في حركة اقتراع المرأة، ذُكر في كتاب «ذا جينتل فورس»،
«حققت الدكتورة آنا بلونت وغريس ويلبر تراوت سمعة طيبة على مستوى الولاية كقادة للقضية، وكلتاهما خدمتا في لجنة الاقتراع البلدية في إلينوي، كما فعل أعضاء النادي غريس هال همينغوي وآنا لويد رايت... كانت غريس ويلبور تراوت رئيسة جمعيتي شيكاغو وإلينوي للمساواة في الاقتراع. وُصفت بأنها جذابة ودؤوبة وموهوبة، وكانت تتحدث دون خوف وتتبع أساليب مبتكرة في جمع الأموال للقضية.
يُذكر أن غريس هال همينغوي كانت والدة المؤلف إرنست همينغوي وآنا لويد رايت كانت والدة المهندس المعماري فرانك لويد رايت.

### القيادة التنظيمية
كانت تراوت ناشطة في العديد من الأندية النسائية في مجتمعها. بدأ نشاطها في الاقتراع بشكل جدي في عام 1910، عندما أصبحت رئيسة رابطة شيكاغو للمساواة السياسية، وهي منظمة أسسها نادي شيكاغو النسائي عام 1894. في أثناء رئاسة تراوت التي استمرت عامين، قادت الرابطة نحو زيادة عضويتها وتواتر الاجتماعات وتحسين هيكل لجانها. أصدرت الرابطة منشورات ووزعت عرائض للضغط على المجلس التشريعي للولاية كي يمنح المرأة حق التصويت. ذهبت تراوت وناشطون آخرون مثل كاثرين وا مكولوتش في جولة خطابية في إلينوي، منادين بمنح المرأة حق بالاقتراع من خلال حملات مثل «سوفراج أوتوموبيل تور».
بعد ذلك بعامين، في المؤتمر السنوي لجمعية إلينوي للمساواة في الاقتراع (التابعة للجمعية الوطنية للمطالبة بحق المرأة في الاقتراع) في 1-2 أكتوبر عام 1912، انتُخبت تراوت رئيسة لتلك الجمعية، وهو منصب شغلته تقريبًا كل عام لاحق حتى عام 1920 (باستثناء عام 1915 عندما أخذت قسطًا من الراحة وقضت بعض الوقت في منزلها الثاني في جاكسونفيل، فلوريدا). بصفتها رئيسة جمعية إلينوي للمساواة في الاقتراع، أحدثت تغييرات في تكتيكات المنظمة، ووضعت أهداف جديدة مثل إنشاء المزيد من المنظمات المحلية والضغط على المشرعين الأفراد لدعم حق المرأة في الاقتراع. عندما أطلقت المنظمة على مسار أكثر تحفظًا إلى حد ما، نجحت في تحقيق تقدم كبير في حركة حق المرأة في الاقتراع.

### أهمية قانون إلينوي
كان قانون حق الاقتراع في إلينوي (المعروف أيضًا باسم قانون إلينوي) نقطة تحول في حركة الاقتراع. أعطى القانون النساء في ولاية إلينوي حق التصويت لموظفي البلدية والناخبين الرئاسيين، ما رفع عدد الناخبين الرئاسيين الذي يمكن للنساء التصويت لهم من 37 إلى 54. رغم أنه كان محدودًا، ولم يكن حقًا كاملًا بالاقتراع، كان تأثيره كبيرًا. ساعد النساء في نيويورك على اكتساب حق الاقتراع، وكان هذا النجاح خطوة هامة نحو منح حق الاقتراع الكامل من خلال التعديل التاسع عشر للدستور. كتبت رئيسة الجمعية الوطنية للمطالبة بحق المرأة في الاقتراع، كاري تشابمان كات، أن «انتصار إلينوي كان مذهلًا وأن دعم حركة حق الاقتراع تضاعف خلال ليلة نتيجة له».

#### عمل تراوت في حركة حق الاقتراع بعد عام 1913
بعد إقرار قانون إلينوي، تعرض لهجومات متكررة من قبل المعارضين الذين زعموا أنه غير دستوري. كونها رئيسة جمعية إلينوي للمساواة في الاقتراع، حاربت تراوت المعارضة، وفشلت جهود إلغاء القانون أو إضعافه، ويرجع ذلك جزئيًا إلى عمل جمعية إلينوي للمساواة في الاقتراع. شجعت تراوت النساء على التصويت وممارسة حقوقهن المكتسبة حديثًا. كانت إحدى قادة «موكب المطالبة بحق الاقتراع في يوم ممطر» عام 1916، التي نجح فيها المتظاهرون في إجبار الحزب الجمهوري على وضع لوح الاقتراع على منصتهم. قادت تراوت أيضًا جهود جمعية إلينوي للمساواة في الاقتراع نحو إنشاء دستور جديد للدولة، إذ رأت أن هذا هو الطريق الأسرع الذي سيمنح حق الاقتراع الكامل، وساهمت في الكفاح الوطني من أجل تعديل حق الاقتراع الفيدرالي، وتحدثت في العديد من حركات ال«تشوتاكوا» وفي اجتماع شخصي مع الرئيس وودرو ويلسون. في عام 1920، أنهت تراوت مسيرتها في الاقتراع عندما تفككت جمعية إلينوي للمساواة في الاقتراع وتحولت إلى رابطة الناخبات في إلينوي.

## الحياة الشخصية
كتبت تراوت أنها قبلت في البداية منصب رئاسة جمعية إلينوي للمساواة في الاقتراع بسبب حثها على ذلك من قبل ابنها البالغ من العمر 21 عامًا، الذي رأى نساء كاليفورنيا يناضلن من أجل كسب حقهن في الاقتراع. مات بشكل غير متوقع بعد فترة وجيزة من قبولها أول منصب لها كرئيسة جمعية إلينوي للمساواة في الاقتراع.
تعرضت تراوت في بعض الأحيان لانتقادات من قبل مناصري حق المرأة في الاقتراع الراديكاليين بسبب التغطية العلامية لملابسها وقبعاتها الضخمة المصممة خصيصًا. لكن رغم ذلك، أثارت الإعجاب على نطاق واسع باعتبارها خطيبة وقائدة. ذُكر في عام 1927، «إن مواهب السيدة تراوت غير العادية جعلتها ناجحة على منصة إلقاء المحاضرات، إذ كانت تتحدث دون مخطوطة أو ورقة ملاحظات. كانت دراستها للمواضيع شاملة، وتحضيرها دقيقًا، وكانت النتيجة النهائية محاضرة متألقة بالذكاء والفكاهة».
انتقلت تراوت إلى جاكسونفيل بولاية فلوريدا في عام 1921 وأصبحت أول رئيسة لمجلس التخطيط والمشورة ورئيسة نادي جاكسونفيل غاردن. أقامت في قصر يسمى مارابانونغ. توفيت تراوت في 21 أكتوبر عام 1955 في جاكسونفيل ودُفنت في مقبرة إيفرغرين.